# Гримайло Ярослав Васильович
Ярослав Васильович Гримайло (* 2 грудня 1906, Рогинці Хмільницького району Вінницької області  —†10 квітня 1984, Харків) — український радянський журналіст, поет, прозаїк та публіцист, у 1956—1957 рр. голова правління, а в 1958—1961 рр. секретар
Харківської організації Спілки письменників України.

## Життєпис
Народився в родині робітника. У 1926—1930 роках навчався в Харківському Інституті Народної Освіти.
Працював у редакціях періодичних видань та видавництвах.
Член КПРС.

## Творчість

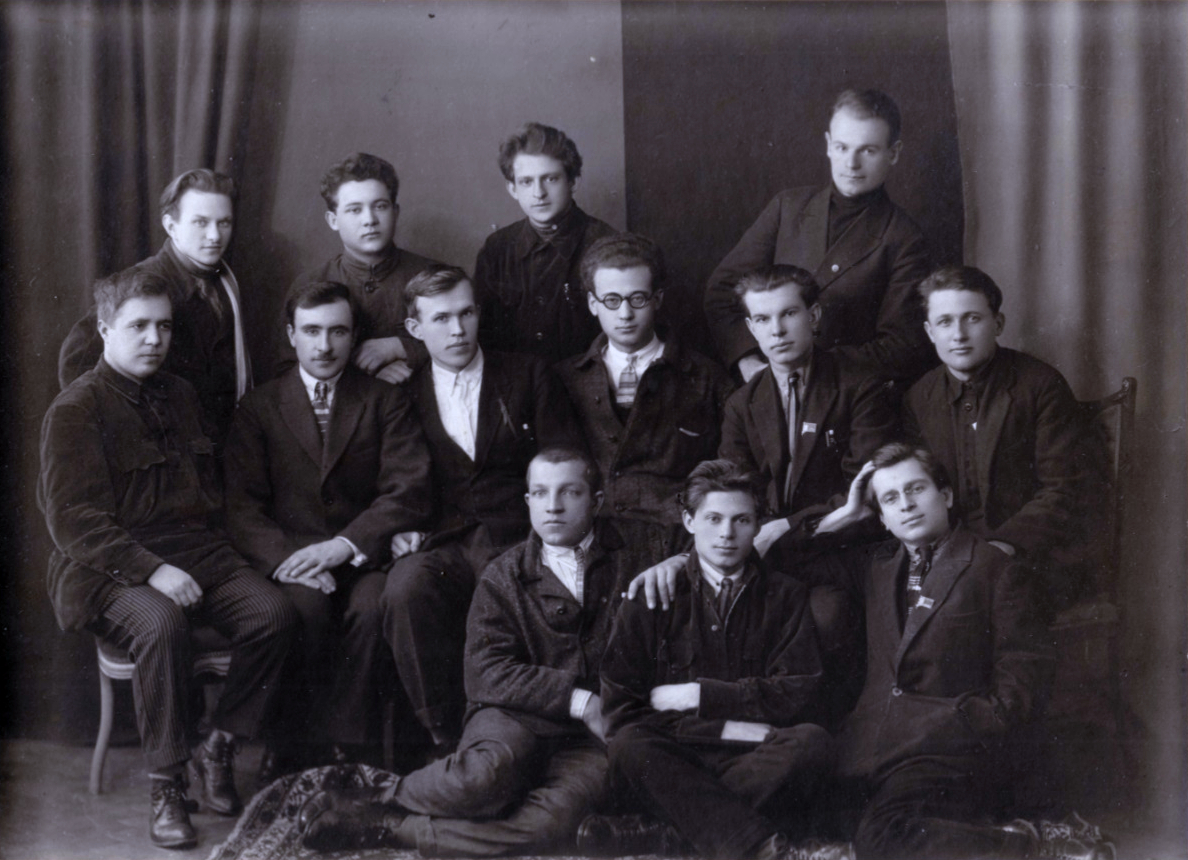
Літературна організація «Молодняк». 1927. Зліва направо: сидять унизу Олексій Кундзіч, Павло Усенко, Петро Голота; в середньому ряду Дмитро Гордієнко, Олесь Донченко, Терень Масенко, Леонід Первомайський, Іван Момот, Марко Кожушний; стоять угорі Іван Ковтун (Юрій Вухналь), Ярослав Гримайло, Борис Даніман (завідувач відділу друку ЦК ЛКСМУ і член редколегії журналу «Молодняк»), Володимир Кузьмич.

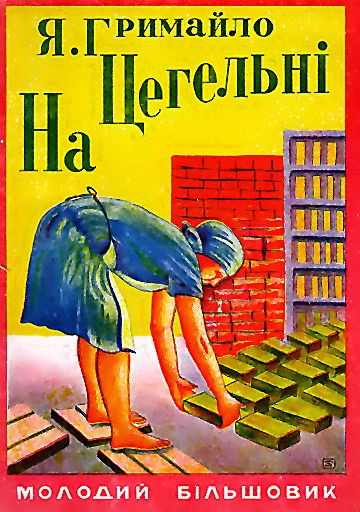
Ярослав Гримайло. На цегельні. 1931

Друкуватись почав у 1926 році. Першу збірку віршів і поем «Вітрила піднято» опублікував у 1930 році. З 1930 року — на журналістській і видавничій роботі. Належав до літературних організацій «Молодняк» та ВУСПП.
Брав участь у пропагандистських заходах — виїжджав з групою письменників на «вугільний прорив» у Донбас, де зібрав матеріал для поеми «Вугільні барикади» (1931) та однойменної збірки віршів. Як журналіст відвідував будівництво Харківського тракторного заводу, Дніпрогесу.
З 1934 року — член Спілки Письменників СРСР.
Відображенню героїки Німецько-радянської війни присвячено роман-дилогію «Син лейтенанта» (1950) та «Кавалер ордена Слави» (1955).
Особливе місце у творчому доробку посідають історико-біографічні романи про Миколу Пржевальського («Великий слідопит», 1957), Ярослава Галана («Зачарований на Схід», 1971), Миколу Трублаїні («Добропроходець», 1977).
Ярослав Гримайло — автор творів для дітей (повість «Дивний криголам», 1935; збірка віршів «Трудолюби», 1963).

## Твори
Збірки віршів та поем
- «Вітрила піднято» (1930)
- «Зима» (1930)
- «Поезії» (1931)
- «Вугільні барикади» (1931)
- «Жнива» (1931)
- «Вокзали» (1931)
- «Пасіка» (1931)
- «Комуна» (1931)
- «Арматура» (1931)
- «Порт» (1932)
- «Спектр» (1934)
- «Мужня юність» (1935)
- «Так слава життю!» (1935)
- «Бобик» (1935)
- «Веселі ребята» (1936)
- «Трудолюби» (1963)

Збірки оповідань та нарисів
- «Юні мандрівники, або Подорож на Дніпрельстан» (1930)
- «На цегельні» (1931)
- «Дніпро-струм» (1932)
- «Герої комсомольського плем'я» (1934)
- «Дивний криголам» (1935)
- «Ніч серед білого дня» (1937)
- «Завод-фортеця» (1941)
- «Кров патріотки» (1941)
- «Ті, кого шукав» (1944)
- «Подарунок» (1950)
- «Подробиці листом» (1956)
- «Про мужніх і дружних» (1956)
- «Великий слідопит» (1957)
- «Добропроходець» (1978)

Збірки повістей
- «Знайду тебе, Христя Шовкунова. Формула кохання» (1964)

Романи
- «Син лейтенанта» (1950)
- «Кавалер ордена Слави» (1950)
- «Незакінчений роман» (1962)
- «Зачарований на Схід» (1971)

## Нагороди
Нагороджений орденом «Знак Пошани» і медалями.